# Красноярское (Боровский район)
Красноярское (укр. Красноярське), село,
Изюмский сельский совет,
Боровский район,
Харьковская область.
Село ликвидировано в 1997 году .

## Географическое положение
Село Красноярское находится на расстоянии в 3 км от реки Нитриус (левый берег).
В 1 км находится село Новый Мир.

## История
- 1997 — село ликвидировано [1].